# キース・オドール
キース・オドール（Kieth O'dor, 1962年4月5日 - 1995年9月11日）は、イギリスのレーシングドライバー。ソールズベリー出身で、主にヨーロッパのツーリングカーレースで日産のドライバーとして活躍した。BTCCとSTWカップにおいて、日産に初勝利をもたらしたが、オドールはベルリンのアヴスにおけるレースで事故死した
。

## 背景
オドールは「O'dor」または「Odor」（その表記は毎年変化した）と表記されたが、元々の一家の姓は、ハンガリー語の「Ódor」であった。キースの父親、ヤノス・オドール（ヤンスピードを設立したヤン・オドールとしてよく知られる）は、ソ連によるハンガリー侵攻の後にイギリスに移住した。

## ツーリングカー
オドールは1990年に日産・スカイラインGT-RでグループNのプロダクション選手権タイトルを獲得した。1991年には父親のチーム、ヤンスピードからイギリスツーリングカー選手権に参戦し、日産・プリメーラをドライブした。その成績は総じて悪くは無かったが、特筆すべき物でも無かった。1993年イギリスグランプリのサポートレースとして開催されたBTCCシルバーストンはトヨタのジュリアン・ベイリーとウィル・ホイが接触、ホイの車のルーフが吹き飛び、コメンテーターのマレー・ウォーカーが当時のトヨタの宣伝文句「前の車はトヨタだ」をもじって「車を逆さまにするのはトヨタだ」と語ったことで有名だが、オドールはこのレースを制し、日産に初勝利をもたらす。オドールはこの年をランキング6位で終えているが、翌1994年は激しい争いに互することができず、日産はイギリスにおけるツーリングカーレースへの参加を一時的に終了した。

## 事故死
彼は1995年にドイツ・スーパーツーリング選手権（STW Cup）で日産のワークスチームを運営していたBMSスクーデリア・イタリアに移籍し、チームのエースドライバーを務める。
オドールはアヴスで行われたダブルヘッダーの第1戦で、BMWのヨアヒム・ヴィンケルホックを破って優勝した。これは日産にとってこのシリーズにおける初優勝であった。第2レースではヴィンケルホックとピーター・コックスに次ぐ3位を走行していたが、左フロントサスペンションがコントロール不能となりコンクリートウォールに激突した。これは仮設コースに設置されたシケインの縁石に乗り上げたのが原因と考えられる。オドールのプリメーラは2度スピンしてコース中央に停止した。これは北ヘアピンカーブのアプローチ地点であった。後に付けていたアルフリート・ヘーガーとハンス＝ヨアヒム・スタックはこれを回避した。ヘーガーはプリメーラを回転させてしまい、その後フランク・ビエラのアウディが右側面のドア部分に激突した。
オドールはイギリスでのレースが長く、ドイツにおける他のドライバーとは違って右ハンドル車をドライブしていたため、この事故で運転席側に衝突され重傷を負った。彼はベルリンの病院に空輸されたが、翌晩に死亡した。
次の最終戦ニュルブルクリンクではレース開始前にオドールの追悼式が行われ、チームメイトのイヴァン・カペリとサッシャ・マーセンはピットから、他のチームのドライバーはグリッドから追悼式を見守った。尚、日産チームはこのレースの出走を取り止めた。
翌1996年は亡くなったオドールに代わってアンソニー・レイドが参戦し、1997年からはBTCCにも参戦を再開。オドールがBTCCに参戦を始めてから9年目となる1999年に日産は成功を収めることとなった。

## 記録

### 経歴
- 1980年代 – ラリーでレース経歴を開始する
- 1987年 – イギリス プロダクション サルーンカー選手権 – 2,000ccクラス優勝（プジョー・205）
- 1989年 – イギリス プロダクション サルーンカー選手権 優勝（フォード・シエラ コスワース）
- 1990年 – イギリス グループN サルーンカー選手権 優勝（日産・スカイライン GT-R）
- 1991年 – イギリスツーリングカー選手権（日産・プリメーラ eZX）
- 同年スパ・フランコルシャン24時間レースにスカイラインGT-Rで参戦。(グループNクラス優勝・総合6位[6]。オドール/木下隆之/D・ショイスマン)
- 1992年 – BTCC – ランキング12位（日産・プリメーラ eGT）
- 1993年 – BTCC – ランキング6位, イギリスグランプリのサポートレースで勝利（日産・プリメーラ eGT）
- 1994年 – BTCC – ランキング15位（日産・プリメーラ eGT）
- 1995年 – ドイツ STW カップ – ランキング10位、1勝（日産・プリメーラ eGT）– アヴスで死去

### イギリスツーリングカー選手権
（凡例）（太字はポールポジション、斜体はファステストラップ）
| 年     | チーム                                 | 使用車両             | 1       | 2        | 3         | 4       | 5       | 6         | 7       | 8        | 9        | 10       | 11        | 12        | 13       | 14       | 15      | 16       | 17        | 18       | 19        | 20       | 21       | 順位 | ポイント |
| ------ | -------------------------------------- | -------------------- | ------- | -------- | --------- | ------- | ------- | --------- | ------- | -------- | -------- | -------- | --------- | --------- | -------- | -------- | ------- | -------- | --------- | -------- | --------- | -------- | -------- | ---- | -------- |
| 1991年 | ニッサン・ヤンスピード・レーシング     | 日産・プリメーラ eGT | SIL     | SNE Ret  | DON Ret   | THR 11  | SIL 131 | BRH 15    | SIL Ret | DON 1 10 | DON 2 8  | OUL 10   | BRH 1 Ret | BRH 2 Ret | DON 9    | THR 6    | SIL 11  |          |           |          |           |          |          | 17位 | 10       |
| 1992年 | ニッサン・ヤンスピード・レーシング     | 日産・プリメーラ eGT | SIL 6   | THR 15   | OUL 12    | SNE Ret | BRH 7   | DON 1 16  | DON 2 8 | SIL 10   | KNO 1 10 | KNO 2 7  | PEM 9     | BRH 1 10  | BRH 2 8  | DON Ret  | SIL Ret |          |           |          |           |          |          | 12位 | 17       |
| 1993年 | ニッサン・カストロール・レーシング     | 日産・プリメーラ eGT | SIL Ret | DON 5    | SNE DNS   | DON 9   | OUL 4   | BRH 1 2   | BRH 2   | PEM 5    | SIL 1    | KNO 1 7  | KNO 2 11  | OUL 10    | BRH 5    | THR 11   | DON 1 8 | DON 2 11 | SIL 11    |          |           |          |          | 6位  | 82       |
| 1994年 | オールドスパイス・ニッサン・レーシング | 日産・プリメーラ eGT | THR 9   | BRH 1 11 | BRH 2 Ret | SNE 4   | SIL 1 8 | SIL 2 DNS | OUL 11  | DON 1 13 | DON 2 12 | BRH 1 12 | BRH 2 13  | SIL DNS   | KNO 1 14 | KNO 2 14 | OUL 10  | BRH 1 16 | BRH 2 DNS | SIL 1 11 | SIL 2 Ret | DON 1 22 | DON 2 18 | 16位 | 16       |

1. ^ – レースは豪雨のため中断された。ポイントは与えられなかった。

### ドイツ・スーパーツーリング選手権
| 年     | チーム                           | 使用車両            | 1       | 2       | 3        | 4       | 5        | 6       | 7       | 8       | 9       | 10      | 11        | 12        | 13    | 14        | 15    | 16    | 順位 | ポイント |
| ------ | -------------------------------- | ------------------- | ------- | ------- | -------- | ------- | -------- | ------- | ------- | ------- | ------- | ------- | --------- | --------- | ----- | --------- | ----- | ----- | ---- | -------- |
| 1995年 | ニッサン・プリメーラ・レーシング | 日産・プリメーラeGT | ZOL 1 9 | ZOL 2 7 | SPA 1 10 | SPA 2 9 | ÖST 1 12 | ÖST 2 7 | HOC 1 8 | HOC 2 7 | NÜR 1 6 | NÜR 2 5 | SAL 1 Ret | SAL 2 DNS | AVU 1 | AVU 2 16† | NÜR 1 | NÜR 2 | 10位 | 225      |

- † : このレースで負傷してしまい、完走を果たせなかったが、ハーフポイントが付与され、完走扱い。

### FIA ツーリング・カー・ワールド・カップ
| 年     | 国籍     | チーム                                 | 車両             | 1        | 2        | 総合順位 |
| ------ | -------- | -------------------------------------- | ---------------- | -------- | -------- | -------- |
| 1993年 | イギリス | ニッサン・カストロール・レーシング     | 日産・プリメーラ | MNZ 1 31 | MNZ 1 29 | 37位     |
| 1994年 | イギリス | オールドスパイス・ニッサン・レーシング | 日産・プリメーラ | DON DNS  |          | NC       |

### スパ・フランコルシャン24時間レース
| 年     | チーム                         | コ・ドライバー                          | 使用車両               | クラス   | 周回 | 総合順位 | クラス順位 |
| ------ | ------------------------------ | --------------------------------------- | ---------------------- | -------- | ---- | -------- | ---------- |
| 1990年 | ヤンスピード・モータースポーツ | バリー・ウィリアムズ ジョー・ウェーバー | 日産・スカイラインGT-R | N/class5 | 415  | 11位     | 1位        |
| 1991年 | チーム・ゼクセル               | ディアク・ショイスマン 木下隆之         | 日産・スカイラインGT-R | N/Div.4  | 457  | 6位      | 1位        |